# Edyairth Ortega
Edyairth Alberto Ortega Alatorre (Guadalajara, Jalisco, México; 23 de enero de 1997) es un futbolista mexicano.
Actualmente suspendido 4 años por dopaje Jugaba como centrocampista y su último equipo fue el Atlas F.C. de la Primera División de México.

## Suspensión por dopaje
el martes 19 de septiembre de 2023 la Agencia Mundial Antidopaje informo que Edyairth Ortega será suspendido durante 4 años del fútbol profesional por qué se dio un resultado adverso por una sustancia utilizada para el aumento de masa muscular en los jugadores